# Délégation du gouvernement dans la région de Murcie
La délégation du gouvernement dans la région de Murcie est un organe du ministère de la Politique territoriale. Le délégué représente le gouvernement de l'Espagne dans la région de Murcie.

## Structure

### Siège
Le siège de la délégation du gouvernement dans la région de Murcie se situe sur l'avenue Alphonse X le Sage à Murcie, la capitale régionale.

## Titulaires
| Délégués | Délégués                         | Dates du mandat | Dates du mandat | Parti |
| -------- | -------------------------------- | --------------- | --------------- | ----- |
|          | Avelino Caballero Díaz           | 11/09/1982      | 23/12/1982      | UCD   |
|          | Eduardo Ferrera Ketterer         | 05/02/1983      | 24/09/1988      | PSOE  |
|          | Juan Manuel Eguiagaray           | 24/09/1988      | 23/12/1989      | PSOE  |
|          | Concepción Sáenz Láin            | 06/01/1990      | 27/06/1994      | PSOE  |
|          | Eugenio Faraco Munuera           | 27/06/1994      | 18/05/1996      | PP    |
|          | José Joaquín Peñarrubia Agius    | 18/05/1996      | 31/01/2004      | PP    |
|          | Francisco Marqués Fernández      | 31/01/2004      | 01/05/2004      | PP    |
|          | Ángel González Hernández         | 01/05/2004      | 17/05/2008      | PSOE  |
|          | Rafael González Tovar            | 17/05/2008      | 31/12/2011      | PSOE  |
|          | Joaquín Bascuñana García         | 31/12/2011      | 13/06/2015      | PP    |
|          | Antonio Sánchez-Solís            | 25/07/2015      | 11/11/2017      | PP    |
|          | Francisco Bernabé                | 11/11/2017      | 19/06/2018      | PP    |
|          | Diego Conesa                     | 19/06/2018      | 01/04/2019      | PSOE  |
|          | Francisco Javier Jiménez Jiménez | 01/04/2019      | 12/02/2020      | PSOE  |
|          | José Vélez Fernández             | 12/02/2020      | 05/04/2023      | PSOE  |
|          | Caridad Rives Arcayna            | 05/04/2023      | 14/06/2023      | PSOE  |
|          | Francisco Javier Jiménez Jiménez | 14/06/2023      | 13/12/2023      | PSOE  |
|          | María Dolores Guevara Cava       | 13/12/2023      | En fonction     | PSOE  |